# Macaco crestat de Sulawesi
El macaco crestat de Sulawesi (Macaca ochreata) és una espècie de primat catarrí de la família dels cercopitècids que viu a l'illa Cèlebes (Indonèsia). És un animal diürn i predominantment arborícola. Mesura 50-59 cm de llargada corporal i té una cua de 35-40 cm. S'alimenta de figues, gemmes, invertebrats i cereals.
Se'n reconeixen dues subespècies:
- Macaca ochreata ochreata, habita la península sud-oriental de Célebes
- Macaca ochreata brunnescens, habita les illes de Muna i Butung